# Cyphostemma schliebenii
Cyphostemma schliebenii là một loài thực vật hai lá mầm trong họ Nho. Loài này được (Mildbr.) Desc. miêu tả khoa học đầu tiên năm 1967.